# Acanthoclema elegantula
Acanthoclema elegantula är en mossdjursart som beskrevs av Ernst 2008. Acanthoclema elegantula ingår i släktet Acanthoclema och familjen Hyphasmoporidae. Inga underarter finns listade i Catalogue of Life.